# Alpino-Klasse
Die Alpino-Klasse war eine Schiffsklasse der italienischen Marine. Die Klasse bestand aus den beiden in den 1960er-Jahren in Riva Trigoso bei Genua gebauten Fregatten Alpino und Carabiniere. Die beiden Schiffe waren hauptsächlich zur U-Jagd vorgesehen. Gegen Ende ihrer Dienstzeit übernahmen sie nach Umbauten noch Sonderaufgaben.

## Geschichte
Die Alpino-Klasse war eine Weiterentwicklung der Centauro-Klasse (oder Canopo-Klasse) der 1950er-Jahre und der unmittelbar danach folgenden Bergamini-Klasse. Letztere war als erste mit einem Flugdeck für Hubschrauber gebaut worden, was sich bewährte, und somit bei der Alpino-Klasse und bei allen weiteren Fregatten-Klassen fortgeführt wurde. Zu den bedeutendsten Innovationen der Alpino-Klasse gehörten Flossenstabilisatoren, die den Einsatz von Bordhubschraubern auch bei rauer See ermöglichten, sowie ein CODAG-Antrieb.
Ursprünglich waren vier Schiffe mit den Namen Circe, Climene, Perseo und Polluce geplant. Sie sollten damit die Namen und Traditionen von vier Torpedobooten der Spica-Klasse übernehmen, die sich im Zweiten Weltkrieg ausgezeichnet hatten. Wegen Änderungen bei Planungen und Entwurf blieb es dann bei zwei Schiffen, die nach Angehörigen der Alpini (Gebirgsjäger) und der Carabinieri (Militärpolizei) benannt wurden, als Alpino und Carabiniere jeweils im Singular. Damit standen sie in der Nachfolge von zwei Zerstörern der Soldati-Klasse aus dem Zweiten Weltkrieg. Der Zerstörer Alpino ging 1943 bei einem US-Luftangriff in La Spezia verloren, während der Zerstörer Carabiniere mit der Kennung D 551 bis 1960 im aktiven Dienst blieb und dann mit der Kennung A 5314 bis 1965 noch als Erprobungsschiff diente. In vergleichbarer Weise wurde auch der Nachfolger genutzt.

## Schiffe der Klasse

### Alpino
Die Fregatte Alpino (F 580) (ursprünglicher Name: Circe) wurde am 27. Februar 1963 in Riva Trigoso bei Genua auf Kiel gelegt, der Stapellauf erfolgte (nach einer Zeremonie am 10. Juni) am 14. Juni 1967, die Übergabe an die Marine am 14. Januar 1968. Zusammen mit dem Schwesterschiff Carabiniere und anderen gehörte es dem 1. Hochseegeschwader (1º Gruppo navale d’altura) der 1. Marinedivision (1ª Divisione navale) in La Spezia an. 1987 erfolgten größere Modernisierungsarbeiten, die insbesondere die Elektronik betrafen. Mitte der 1990er-Jahre wurde sie zu einem Tender für Minenabwehrfahrzeuge umgebaut und erhielt 1998 die Kennung A 5384. Im Zug des Umbaus wurde die U-Jagd-Bewaffnung, zwei von sechs 76-mm-Geschützen und die Gasturbinen ausgebaut. Als Tender übernahm die Alpino unter anderem die Führung der Mine Countermeasures Force South. Die Außerdienststellung der Alpino erfolgte am 31. März 2006 in La Spezia.

### Carabiniere

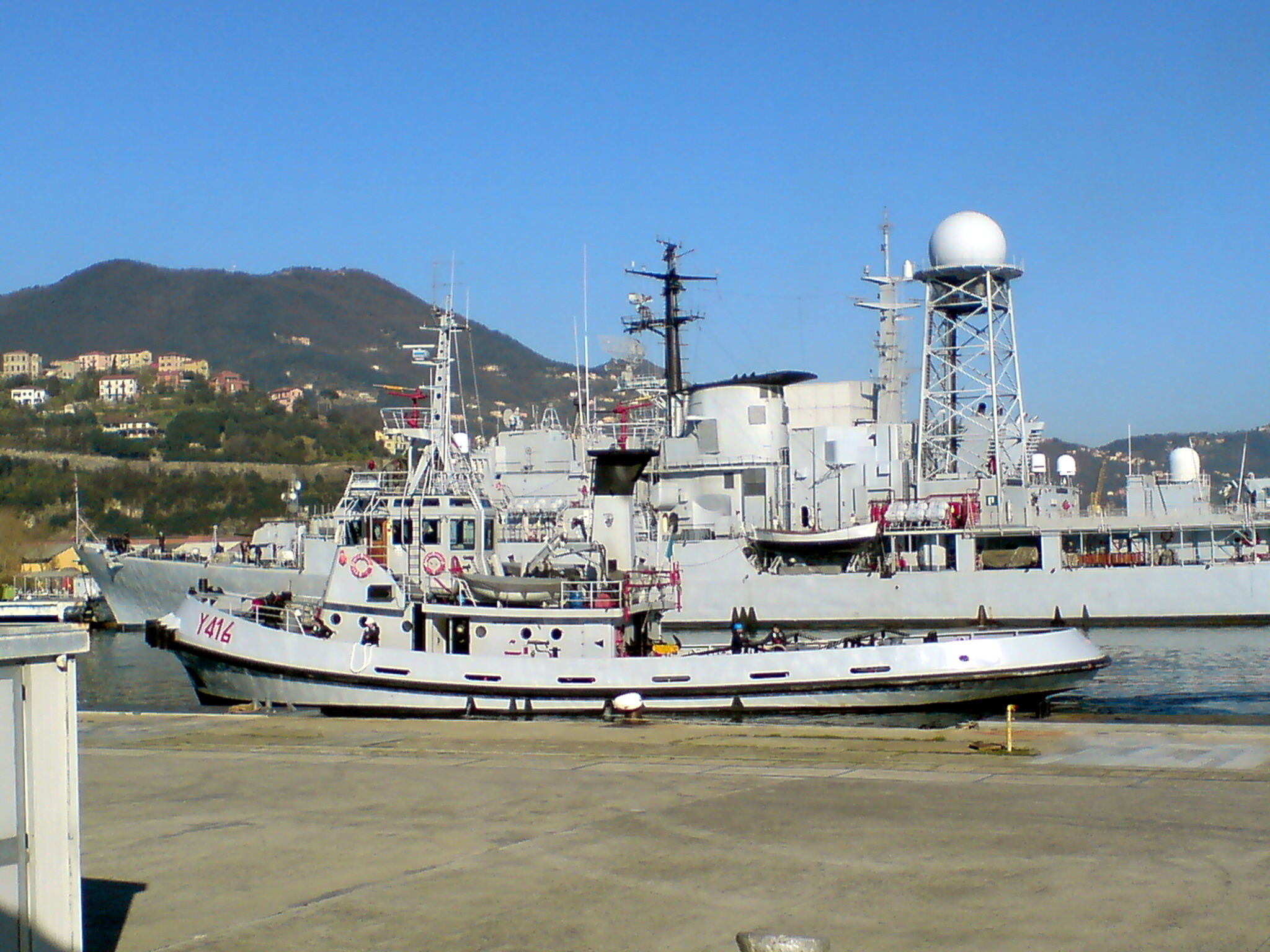
Carabiniere (im Hintergrund) als Erprobungsschiff mit Empar-Radar

Die Fregatte Carabiniere (F 581) (ursprünglich Climene) wurde am 9. Januar 1965 ebenfalls in Riva Trigoso auf Kiel gelegt, am 30. September 1967 vom Stapel gelassen und am 28. April 1968 übergeben. Auch im Fall der Carabiniere erfolgten Mitte der 1980er-Jahre Modernisierungsarbeiten. Am 1. April 1992 wurde die Carabiniere dem Küstenabschnittskommando in La Spezia unterstellt und bis Ende 1994 zum Erprobungsschiff umgebaut, wobei die U-Jagd-Bewaffnung und fünf von sechs 76-mm-Geschützen entfernt wurden. Im Gegensatz zu seinem Vorgänger behielt das Schiff seine bisherige Kennung. In dieser Form erprobte die Carabiniere verschiedene Systeme der damals geplanten Schiffe der Horizon-Klasse und der FREMM-Fregatten, insbesondere das Flugabwehrsystem PAAMS mit dem Multifunktionsradar EMPAR und dem Vertical Launching System Sylver sowie das Torpedoabwehrsystem SLAT. Die Fregatte Carabiniere wurde am 19. November 2008 in La Spezia außer Dienst gestellt.

## Nachfolger
Der konzeptionelle Nachfolger der Alpino-Klasse ist die Lupo-Klasse. Die Namen Carabiniere und Alpino tragen derzeit die vierte und die fünfte italienische FREMM.